# Стратегічні ядерні сили Російської Федерації
Стратегі́чні я́дерні сили́ Росі́йської Федера́ції (СЯС Росії) — узагальнена назва основного озброєння військ і сил у Збройних силах Російської Федерації, які мають як основне озброєння стратегічне і тактичне ракетно-ядерне озброєння.
Іноді називаються ядерною тріадою.
Станом на 1 вересня 2018 року, на підставі офіційної заяви МЗС РФ та за оцінкою групи міжнародних експертів (на підставі даних, наданих у рамках обміну за договором СНО-III), у складі стратегічних ядерних сил Росії знаходилося 517 розгорнутих стратегічних носіїв ядерної зброї — міжконтинентальних балістичних ракет, балістичних ракет підводних човнів і важких бомбардувальників, оснащених 1420 ядерними боєзарядами . При цьому загальна кількість носіїв (розгорнутих та нерозгорнутих) ядерної зброї становить 775 одиниць, що відповідає встановленим Договором СНО-ІІІ сумарним кількостям стратегічних наступальних озброєнь.
Російська ядерна зброя дісталася у спадок від СРСР (включаючи ядерні арсенали, вивезені з території колишніх трьох радянських республік: Білорусії, Казахстану та України). В даний час перебуває у віданні 12-го головного управління міністерства оборони Російської Федерації.
У другій половині 2014 року був знову досягнутий ядерний паритет із США.
На початок 2019 року оснащеність стратегічних ядерних сил сучасним озброєнням становив 82 %.

## Військова доктрина Росії
Згідно з новою редакцією військової доктрини, РФ залишає за собою право застосувати ядерну зброю у відповідь на застосування проти неї та (або) її союзників ядерної та інших видів зброї масового ураження, а також у разі агресії проти РФ із застосуванням звичайної зброї, коли під загрозу поставлено саме існування держави.

## Стан СЯС
У складі Ракетних військ стратегічного призначення РФ станом на початок 2017 року, імовірно, знаходилося близько 286 пускових установок ракетних комплексів міжконтинентальних балістичних ракет МБР, здатних нести близько 1185 бойових блоків, у тому числі на бойовому чергуванні РВСН:
| Пускова установка | Пускова установка | Міжконтинентальна балістична ракета | Міжконтинентальна балістична ракета | Міжконтинентальна балістична ракета | Міжконтинентальна балістична ракета |
| Кількість         | Базування         | Найменування                        | Індекс ГРАУ                         | Код НАТО                            | Бойові блоки                        |
| ----------------- | ----------------- | ----------------------------------- | ----------------------------------- | ----------------------------------- | ----------------------------------- |
| 46                | ШПУ               | Р-36М2 «Воєвода»                    | 15А18М                              | SS-18 «Satan» Mod 5                 | 10 х 550–750 кт ТНТ                 |
| 30                | ШПУ               | УР-100Н УТТХ                        | 15А35                               | SS-19 «Stiletto» Mod 2              | 6 х 400 кт ТНТ                      |
| 63                | РГРК              | РТ-2ПМ «Тополь»                     | 15Ж58                               | SS-25 «Sickle»                      | 1 х 800 кт/1 Мт ТНТ                 |
| 18                | РГРК              | РТ-2ПМ2 «Тополь-М»                  | 15Ж55                               | SS-27 «Sickle B»                    | 1 х 1 Мт ТНТ                        |
| 60                | ШПУ               | РТ-2ПМ2 «Тополь-М»                  | 15Ж65                               | SS-27 «Sickle B»                    | 1 х 1 Мт ТНТ                        |
| 90                | РГРК              | РС-24 «Ярс»                         | 15Ж55М                              | SS-27 «Sickle B» Mod 2              | 3-4 х 200 кт ТНТ                    |
| 20                | ШПУ               | РС-24 «Ярс»                         | 15Ж65М                              | SS-27 «Sickle B» Mod 2              | 3-4 х 200 кт ТНТ                    |

У складі Військово-Морського Флоту Росії, станом на 5 листопада 2018 року, знаходилося 11 атомних підводних човнів з балістичними ракетами ПЛАРБ із 180 пусковими установками, здатних нести до 800 бойових блоків, з них бойове чергування несуть 9 ПЛАРБ зі 144 носіями.
Основу морських стратегічних сил Росії складали 6 ракетоносців проєкту 667БДРМ «Дельфін» (Delta IV), оснащених 96 (16х6) пусковими установками (ПУ) з балістичними ракетами підводних човнів (БРПЛ) Р-29РМУ2 «Синева», (SS-23) модифікацією Р-29РМУ2.1 «Лайнер».
У строю залишається 1 підводний човен проєкту 667БДР «Кальмар», (Delta III), оснащений 16 ПУ ракет Р-29Р. Цей човен пройшов ремонт і модернізацію в 2011—2016 роках і повернувся до ладу в лютому 2017 року. Також на бойову вахту заступили 5 підводних човнів проєкту 955A «Борей», оснащених 80 (16х5) ПУ зі стратегічними ракетами Р-30 «Булава».
Останній важкий ракетоносець проєкту 941 «Акула» (Typhoon) «Дмитро Донський» перероблено під випробування ракет Р-30 «Булава».
Усього на ПЛАРБ розміщено понад 700 ядерних бойових блоків.
Російські стратегічні МБР наземного базування у складі РВСП розгорнуті у позиційних районах одинадцяти ракетних дивізій трьох ракетних армій. Російські стратегічні ПЛАРБ з БРПЛ діють у складах Північного та Тихоокеанського флотів ВМФ ЗС Росії з п'яти військово-морських баз — баз ПЛАРБ. Стратегічні бомбардувальники далекої авіації Росії базуються на трьох авіабазах.
Станом на 1 вересня 2018 р. у складі стратегічних ядерних сил Росії знаходилося 1420 ядерних боєзарядів на 517 розгорнутих стратегічних носіях, загальна кількість розгорнутих та нерозгорнутих носіїв становила 775 одиниць.
За договором СНО-ІІІ кожен розгорнутий стратегічний бомбардувальник зараховується як носій з одним ядерним боєзарядом. Кількість ядерних бомб і крилатих ракет із ядерною БЧ, яку можуть нести розгорнуті стратегічні бомбардувальники, не враховано.

### Ракетні війська стратегічного призначення
| Ракетний комплекс                         | Кількість | Боєзарядів на носії | Усього боєзарядів | Місця дислокації                                                     |
| ----------------------------------------- | --------- | ------------------- | ----------------- | -------------------------------------------------------------------- |
| Р-36М2 «Воєвода» (шахтного базування)     | 46        | 10                  | 460               | Домбаровський, Ужур                                                  |
| УР-100Н УТТХ (шахтного базування)         | 2         | 1                   | 2                 | Козельськ, Татищеве                                                  |
| РТ-2ПМ «Тополя»                           | 45        | 1                   | 45                | Сибірський, Виповзове                                                |
| РТ-2ПМ2 «Тополь-М» (шахтного базування)   | 60        | 1                   | 60                | Татищеве                                                             |
| РТ-2ПМ2 «Тополя-М» (мобільного базування) | 18        | 1                   | 18                | Тейково                                                              |
| РС-24 «Ярс» (мобільного базування)        | 135       | 4                   | 540               | Тейково, Йошкар-Ола, Нижній Тагіл, Новосибірськ, Іркутськ, Виповзове |
| РС-24 «Ярс» (шахтного базування)          | 14        | 4                   | 56                | Козельськ                                                            |
| Усього                                    | 320       |                     | 1181              |                                                                      |

### Морські стратегічні сили
| Тип ракетоносця   | Ракетоносців | БРПЛ              | Боєзарядів на БРПЛ | Усього боєзарядів |
| ----------------- | ------------ | ----------------- | ------------------ | ----------------- |
| 667БДРМ «Дельфін» | 4            | 64 Р-29РМУ2       | 4                  | 256               |
| 955 «Борей»       | 7            | 112 Р-30 «Булава» | 6-10               | 672-1120          |
| Усього            | 11           | 176               | 928 - 1424         | 928 - 1424        |

У дужках зазначено загальну кількість розгорнутих та нерозгорнутих РПКСН (у строю, на ремонті та модернізації, на випробуваннях)

### Стратегічна авіація[26]
| Тип бомбардувальника | Бомбардувальників | Тип та кількість крилатих ракет | Усього крилатих ракет |
| -------------------- | ----------------- | ------------------------------- | --------------------- |
| Ту-95МС6 / Ту-95МС16 | 60                | 6 Х-55СМ                        | 300                   |
| Ту-160               | 17                | 12 Х-55СМ або Х-101             | 192                   |
| Усього               | 77                |                                 | 492                   |

## Чисельність та співвідношення компонентів СЯС Росії
| Співвідношення компонентів СЯС та динаміка їх скорочень з 1990 року до 2016 року. | Співвідношення компонентів СЯС та динаміка їх скорочень з 1990 року до 2016 року. | Співвідношення компонентів СЯС та динаміка їх скорочень з 1990 року до 2016 року. | Співвідношення компонентів СЯС та динаміка їх скорочень з 1990 року до 2016 року. | Співвідношення компонентів СЯС та динаміка їх скорочень з 1990 року до 2016 року. | Співвідношення компонентів СЯС та динаміка їх скорочень з 1990 року до 2016 року. | Співвідношення компонентів СЯС та динаміка їх скорочень з 1990 року до 2016 року. | Співвідношення компонентів СЯС та динаміка їх скорочень з 1990 року до 2016 року. | Співвідношення компонентів СЯС та динаміка їх скорочень з 1990 року до 2016 року. | Співвідношення компонентів СЯС та динаміка їх скорочень з 1990 року до 2016 року. | Співвідношення компонентів СЯС та динаміка їх скорочень з 1990 року до 2016 року. | Співвідношення компонентів СЯС та динаміка їх скорочень з 1990 року до 2016 року. | Співвідношення компонентів СЯС та динаміка їх скорочень з 1990 року до 2016 року. | Співвідношення компонентів СЯС та динаміка їх скорочень з 1990 року до 2016 року. | Співвідношення компонентів СЯС та динаміка їх скорочень з 1990 року до 2016 року. | Співвідношення компонентів СЯС та динаміка їх скорочень з 1990 року до 2016 року. | Співвідношення компонентів СЯС та динаміка їх скорочень з 1990 року до 2016 року. |
| Носії                                                                             | Кількість боєзарядів за роками                                                    | Кількість боєзарядів за роками                                                    | Кількість боєзарядів за роками                                                    | Кількість боєзарядів за роками                                                    | Кількість боєзарядів за роками                                                    | Кількість боєзарядів за роками                                                    | Кількість боєзарядів за роками                                                    | Кількість боєзарядів за роками                                                    | Кількість боєзарядів за роками                                                    | Кількість боєзарядів за роками                                                    | Кількість боєзарядів за роками                                                    | Кількість боєзарядів за роками                                                    | Кількість боєзарядів за роками                                                    | Кількість боєзарядів за роками                                                    | Кількість боєзарядів за роками                                                    | Кількість боєзарядів за роками                                                    |
|                                                                                   | 1990                                                                              | липень 1997                                                                       | липень 2000                                                                       | жовтень 2005                                                                      | липень 2010                                                                       | січень 2015                                                                       | квітень 2016                                                                      |                                                                                   |                                                                                   |                                                                                   |                                                                                   |                                                                                   |                                                                                   |                                                                                   |                                                                                   |                                                                                   |
| МБР                                                                               | МБР                                                                               | МБР                                                                               | МБР                                                                               | МБР                                                                               | МБР                                                                               | МБР                                                                               | МБР                                                                               | МБР                                                                               | МБР                                                                               | МБР                                                                               | МБР                                                                               | МБР                                                                               | МБР                                                                               | МБР                                                                               | МБР                                                                               | МБР                                                                               |
| --------------------------------------------------------------------------------- | --------------------------------------------------------------------------------- | --------------------------------------------------------------------------------- | --------------------------------------------------------------------------------- | --------------------------------------------------------------------------------- | --------------------------------------------------------------------------------- | --------------------------------------------------------------------------------- | --------------------------------------------------------------------------------- | --------------------------------------------------------------------------------- | --------------------------------------------------------------------------------- | --------------------------------------------------------------------------------- | --------------------------------------------------------------------------------- | --------------------------------------------------------------------------------- | --------------------------------------------------------------------------------- | --------------------------------------------------------------------------------- | --------------------------------------------------------------------------------- | --------------------------------------------------------------------------------- |
| РС-10                                                                             | 326                                                                               | 0                                                                                 | 0                                                                                 | 0                                                                                 | 0                                                                                 | 0                                                                                 | 0                                                                                 |                                                                                   |                                                                                   |                                                                                   |                                                                                   |                                                                                   |                                                                                   |                                                                                   |                                                                                   |                                                                                   |
| РС-12                                                                             | 40                                                                                | 0                                                                                 | 0                                                                                 | 0                                                                                 | 0                                                                                 | 0                                                                                 | 0                                                                                 |                                                                                   |                                                                                   |                                                                                   |                                                                                   |                                                                                   |                                                                                   |                                                                                   |                                                                                   |                                                                                   |
| РС-16                                                                             | 188                                                                               | 0                                                                                 | 0                                                                                 | 0                                                                                 | 0                                                                                 | 0                                                                                 | 0                                                                                 |                                                                                   |                                                                                   |                                                                                   |                                                                                   |                                                                                   |                                                                                   |                                                                                   |                                                                                   |                                                                                   |
| РС-20                                                                             | 3080                                                                              | 1860                                                                              | 1800                                                                              | 850                                                                               | 590                                                                               | 480                                                                               | 460                                                                               |                                                                                   |                                                                                   |                                                                                   |                                                                                   |                                                                                   |                                                                                   |                                                                                   |                                                                                   |                                                                                   |
| РС-18                                                                             | 1800                                                                              | 1020                                                                              | 900                                                                               | 774                                                                               | 420                                                                               | 180                                                                               | 120                                                                               |                                                                                   |                                                                                   |                                                                                   |                                                                                   |                                                                                   |                                                                                   |                                                                                   |                                                                                   |                                                                                   |
| РС-22Ш                                                                            | 560                                                                               | 100                                                                               | 100                                                                               | 0                                                                                 | 0                                                                                 | 0                                                                                 | 0                                                                                 |                                                                                   |                                                                                   |                                                                                   |                                                                                   |                                                                                   |                                                                                   |                                                                                   |                                                                                   |                                                                                   |
| РС-22Ж                                                                            | 330                                                                               | 360                                                                               | 360                                                                               | 0                                                                                 | 0                                                                                 | 0                                                                                 | 0                                                                                 |                                                                                   |                                                                                   |                                                                                   |                                                                                   |                                                                                   |                                                                                   |                                                                                   |                                                                                   |                                                                                   |
| РС-12М                                                                            | 288                                                                               | 360                                                                               | 360                                                                               | 291                                                                               | 174                                                                               | 76                                                                                | 72                                                                                |                                                                                   |                                                                                   |                                                                                   |                                                                                   |                                                                                   |                                                                                   |                                                                                   |                                                                                   |                                                                                   |
| РС-12М2                                                                           | 0                                                                                 | 0                                                                                 | 20                                                                                | 40                                                                                | 49                                                                                | 60                                                                                | 60                                                                                |                                                                                   |                                                                                   |                                                                                   |                                                                                   |                                                                                   |                                                                                   |                                                                                   |                                                                                   |                                                                                   |
| РС-12М2 мобильный                                                                 | 0                                                                                 | 0                                                                                 | 0                                                                                 | 0                                                                                 | 15                                                                                | 18                                                                                | 18                                                                                |                                                                                   |                                                                                   |                                                                                   |                                                                                   |                                                                                   |                                                                                   |                                                                                   |                                                                                   |                                                                                   |
| РС-24 мобильный                                                                   | 0                                                                                 | 0                                                                                 | 0                                                                                 | 0                                                                                 | 24                                                                                | 216                                                                               | 252                                                                               |                                                                                   |                                                                                   |                                                                                   |                                                                                   |                                                                                   |                                                                                   |                                                                                   |                                                                                   |                                                                                   |
| РС-24 шахтний                                                                     | 0                                                                                 | 0                                                                                 | 0                                                                                 | 0                                                                                 | 0                                                                                 | 16                                                                                | 40                                                                                |                                                                                   |                                                                                   |                                                                                   |                                                                                   |                                                                                   |                                                                                   |                                                                                   |                                                                                   |                                                                                   |
| Всього                                                                            | 6612                                                                              | 3700                                                                              | 3540                                                                              | 1955                                                                              | 1248                                                                              | 1026                                                                              | 1022                                                                              |                                                                                   |                                                                                   |                                                                                   |                                                                                   |                                                                                   |                                                                                   |                                                                                   |                                                                                   |                                                                                   |
| БРПЛ                                                                              |                                                                                   |                                                                                   |                                                                                   |                                                                                   |                                                                                   |                                                                                   |                                                                                   |                                                                                   |                                                                                   |                                                                                   |                                                                                   |                                                                                   |                                                                                   |                                                                                   |                                                                                   |                                                                                   |
| РСМ-25                                                                            | 192                                                                               | 16                                                                                | 0                                                                                 | 0                                                                                 | 0                                                                                 | 0                                                                                 | 0                                                                                 |                                                                                   |                                                                                   |                                                                                   |                                                                                   |                                                                                   |                                                                                   |                                                                                   |                                                                                   |                                                                                   |
| РСМ-40                                                                            | 280                                                                               | 192                                                                               | 48                                                                                | 0                                                                                 | 0                                                                                 | 0                                                                                 | 0                                                                                 |                                                                                   |                                                                                   |                                                                                   |                                                                                   |                                                                                   |                                                                                   |                                                                                   |                                                                                   |                                                                                   |
| РСМ-45                                                                            | 12                                                                                | 0                                                                                 | 0                                                                                 | 0                                                                                 | 0                                                                                 | 0                                                                                 | 0                                                                                 |                                                                                   |                                                                                   |                                                                                   |                                                                                   |                                                                                   |                                                                                   |                                                                                   |                                                                                   |                                                                                   |
| РСМ-50                                                                            | 672                                                                               | 624                                                                               | 576                                                                               | 288                                                                               | 207                                                                               | 192                                                                               | 96                                                                                |                                                                                   |                                                                                   |                                                                                   |                                                                                   |                                                                                   |                                                                                   |                                                                                   |                                                                                   |                                                                                   |
| РСМ-52                                                                            | 1200                                                                              | 1200                                                                              | 1200                                                                              | 0                                                                                 | 0                                                                                 | 0                                                                                 | 0                                                                                 |                                                                                   |                                                                                   |                                                                                   |                                                                                   |                                                                                   |                                                                                   |                                                                                   |                                                                                   |                                                                                   |
| РСМ-54                                                                            | 448                                                                               | 448                                                                               | 448                                                                               | 384                                                                               | 384                                                                               | 320                                                                               | 320                                                                               |                                                                                   |                                                                                   |                                                                                   |                                                                                   |                                                                                   |                                                                                   |                                                                                   |                                                                                   |                                                                                   |
| РСМ-56                                                                            | 0                                                                                 | 0                                                                                 | 0                                                                                 | 0                                                                                 | 0                                                                                 | 96                                                                                | 288                                                                               |                                                                                   |                                                                                   |                                                                                   |                                                                                   |                                                                                   |                                                                                   |                                                                                   |                                                                                   |                                                                                   |
| Всього                                                                            | 2804                                                                              | 2480                                                                              | 2272                                                                              | 672                                                                               | 591                                                                               | 608                                                                               | 704                                                                               |                                                                                   |                                                                                   |                                                                                   |                                                                                   |                                                                                   |                                                                                   |                                                                                   |                                                                                   |                                                                                   |
| АСЯС                                                                              |                                                                                   |                                                                                   |                                                                                   |                                                                                   |                                                                                   |                                                                                   |                                                                                   |                                                                                   |                                                                                   |                                                                                   |                                                                                   |                                                                                   |                                                                                   |                                                                                   |                                                                                   |                                                                                   |
| Ту-95МС                                                                           | 924                                                                               | 704                                                                               | 726                                                                               | 704                                                                               | 688                                                                               | 640                                                                               | 616                                                                               |                                                                                   |                                                                                   |                                                                                   |                                                                                   |                                                                                   |                                                                                   |                                                                                   |                                                                                   |                                                                                   |
| Ту-95                                                                             | 63                                                                                | 10                                                                                | 4                                                                                 | 0                                                                                 | 0                                                                                 | 0                                                                                 | 0                                                                                 |                                                                                   |                                                                                   |                                                                                   |                                                                                   |                                                                                   |                                                                                   |                                                                                   |                                                                                   |                                                                                   |
| Ту-160                                                                            | 180                                                                               | 72                                                                                | 180                                                                               | 168                                                                               | 156                                                                               | 168                                                                               | 192                                                                               |                                                                                   |                                                                                   |                                                                                   |                                                                                   |                                                                                   |                                                                                   |                                                                                   |                                                                                   |                                                                                   |
| Всього                                                                            | 1167                                                                              | 786                                                                               | 910                                                                               | 872                                                                               | 844                                                                               | 808                                                                               | 808                                                                               |                                                                                   |                                                                                   |                                                                                   |                                                                                   |                                                                                   |                                                                                   |                                                                                   |                                                                                   |                                                                                   |
| Всього боєзарядів                                                                 | 10583                                                                             | 6966                                                                              | 6722                                                                              | 3499                                                                              | 3293                                                                              | 2312                                                                              | 2414                                                                              |                                                                                   |                                                                                   |                                                                                   |                                                                                   |                                                                                   |                                                                                   |                                                                                   |                                                                                   |                                                                                   |
| Боєзарядів на чергуванні                                                          | 10583                                                                             | 6966                                                                              | 5518                                                                              | 2198                                                                              | 2002                                                                              | 1643                                                                              | 1735                                                                              |                                                                                   |                                                                                   |                                                                                   |                                                                                   |                                                                                   |                                                                                   |                                                                                   |                                                                                   |                                                                                   |

## Ядерно-технічне забезпечення та безпека
Бази зберігання ядерних зарядів перебувають під управлінням 12-го головного управління Міністерства оборони РФ.

## Закриті адміністративно-територіальні утворення
Закриті адміністративно-територіальні утворення (ЗАТО) ядерного збройового комплексу:
- Саров (Арзамас-16) — розробка ядерних боєприпасів (ВНДІЕФ), серійне виробництво ядерних боєприпасів (Електромеханічний завод Авангард)
- Снєжинськ (Челябінськ-70) — розробка ядерних боєприпасів (ВНІІТФ)
- Лісний (Свердловськ-45) — серійне виробництво ядерних боєприпасів (комбінат «Електрохімприлад»)
- Трьохгорний (Златоуст-36) — серійне виробництво ядерних боєприпасів (Приладобудівний завод)
- Зарічний (Пенза-19) — серійне виробництво компонентів ядерних боєприпасів (ПЗ Старт)
- Озерськ (Челябінськ-65) — виробництво плутонію, виробництво тритію, виробництво деталей ядерних боєприпасів (високозбагачений уран, плутоній, тритій) (ВО Маяк)

### Дані MOU
- Станом на 1 квітня 2016 р. [Архівовано 25 березня 2017 у Wayback Machine.]
- Архів даних по MOU за 2009—2016 рік [Архівовано 27 вересня 2020 у Wayback Machine.]
- Архів даних по MOU за 2001—2008 рік [Архівовано 14 квітня 2021 у Wayback Machine.]